# مدرسة قزوين للرسم

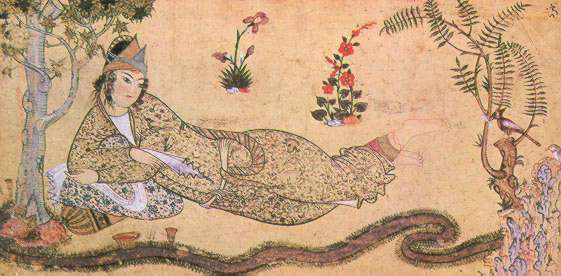
منمنمة ملكة سبأ هي مثال على لوحات مدرسة قزوين

المدرسة القزوينية أو مدرسة قزوين للرسم (نشطَت في القرن العاشر الهجري) تأسست سنة 955 هـ، بعد أن تولى الشاه طهماسب السلطة ونقل مركز الحكومة الصفوية من تبريز إلى قزوين.

## الخلفية

منمنمة نزهة في الجبال هي منمنمة إيرانية على طراز مدرسة قزوين، رسمها محمدي الهروي حوالي عام 1550 م إلى عام 1600. هذا العمل مملوك الآن لمتحف كليفلاند للفنون.

فيما يتعلق بنشأة مدرسة الرسم في قزوين وانتقال الفن إلى مدينة قزوين، لا بد من العودة إلى عهد الشاه إسماعيل. ففي عام 906 هـ، وبعد هزيمة آق قويونلو، اختار الشاه إسماعيل تبريز عاصمةً له. ووُضعت المكتبة الملكية لآق قويونلو تحت تصرفه، وسار الفنانون العاملون فيها لخدمته.
شجعهم الشاه إسماعيل على مواصلة مساعيهم الفنية. وكان من أبرز فناني مدرسة تبريز أحمد التبريزي، الذي التحق بخدمة الشاه إسماعيل، وأصبح منذ ذلك الحين أحد الركائز القوية لمدرسة تبريز حديثة التأسيس في العصر الصفوي.
غزا شاه إسماعيل هرات واستولى عليها عام 916 هـ، وارثًا تقاليد وإنجازات مدرسة هرات العريقة في العصر التيموري. ويُقال إنه نقل بعضًا من الأعمال الرائعة والكتب القيّمة لمدرسة هرات إلى تبريز.
ثم عيّن الشاه إسماعيل ابنه طهماسب ميرزا، البالغ من العمر عامين، حاكمًا على هرات، إلى جانب أحد أمراء القزلباش. في هرات، درس طهماسب ميرزا الرسم والخط على يد أساتذة بارزين. بعد أن أمضى ثماني سنوات في هرات، عاد إلى تبريز وتولى العرش عام 930 هـ. ويبدو أنه أحضر معه عددًا من فناني مدرسة هرات، بمن فيهم كمال الدين بهزاد. وفي عام 928 هـ، أصدر الشاه إسماعيل مرسومًا بتعيين كاتب مكتبة باسم بهزاد وجعله رئيسًا للمكتبة الملكية.
كان شاه طهماسب مولعًا بالرسم والخط، وقد دعم هذه الفنون بعد توليه العرش، ووظّف العديد من فناني مدارس هرات والتركمان في مشاريع رائعة لتجهيز الكتب. وهكذا، ظهرت أعمال مدرسة تبريز الصفوية. وقد بلغت مدرسة تبريز، إحدى أبرز مدارس الرسم الإيراني، شكلها النهائي وأنتجت أعمالًا رائعة مثل الشاهنامه لشاه طهماسب والمخمّسة لنظامي شاهي.
في عام 955 هـ، تولى الشاه طهماسب السلطة، ونقل مركز الحكم الصفوي من تبريز إلى قزوين.
مع انتقال العاصمة إلى مدينة قزوين، الذي تم بشكل قاطع في عام 962 هـ، بدأت مرحلة جديدة في الحياة السياسية لهذه المدينة، رغم أن مسألة نقل العاصمة إلى قزوين كانت مطروحة منذ عام 955 هـ تقريبًا. ولهذا السبب، أصدر الشاه أمرًا ببناء دار الحكومة الجديدة في هذه المدينة. وأخيرًا، في يوم 14 من صفر عام 984 هـ / مايو 1576م، تُوفّي الشاه طهماسب دون أن يُفصح عن رأيه بشأن من يخلفه. لكن بعد تسعة أيام من وفاة والده، اجتمع أنصار ابنه الآخر، "إسماعيل ميرزا"، الذي كان والده قد حبسه في قلعة قهقهه بقره‌باغ، في قزوين وألقوا خطبة الجمعة باسمه في أحد مساجد المدينة. فاعتُبر شاه إسماعيل الثاني خليفةً للشاه طهماسب. قرر الشاه إسماعيل الثاني إحياء المكانة السابقة للدولة، ولهذا بدأ بجمع الكوادر الكفؤة والفنانين المتخصصين لصالح مكتبة البلاط. ومع ذلك، فقد عُرف عن شاه إسماعيل الثاني بضع أعمال محمودة، من أبرزها إحياء الورشة الفنية الملكية ودعمه للشعراء والموسيقيين في البلاط الصفوي (كن باي، 1386هـ.ش، ص83). لكن فترة حكمه القصيرة لم تُمكّنه من مواصلة هذا الدعم للفنون. وعلى إثر تشتت الفنانين، بدأوا بجهد مضاعف تنفيذ مخطوطة مصورة من الشاهنامه عُرفت باسم "شاهنامه شاه إسماعيل الثاني"، إلا أن وفاته حالت دون إتمامها. أما سلطان محمد خدابنده، خليفة إسماعيل الثاني، فلم يكن يشكل تهديدًا لمن حوله، رغم أنه الابن الأكبر للشاه طهماسب. غير أن ضعف بصره (ويُعتقد أنه كان مصابًا بالمياه البيضاء) جعله غير أهل للجلوس على العرش. وفي عام 994 هـ، دعمت بعض مناطق خراسان التي بقيت بمنأى عن نفوذ الأوزبك، حاكم مشهد "مرشد علي قلي خان أوستاجلو" والأمير الشاب "عباس"، ابن الشاه. وبتولّي الشاه عباس الحكم في قزوين وهو ابن ستة عشر عامًا، يوم 14 من ذي القعدة سنة 995 هـ / أكتوبر 1587م، نشأت حكومة جديدة. ورغم ذلك، فقد بلغت قزوين ذروة اعتبارها السياسي والفني مع انتقال العاصمة إلى أصفهان، وانتهى بذلك عهد قزوين كعاصمة بعد 52 عامًا، أي في عام 1006 هـ. ومنذ ذلك الحين، شهدنا مرحلة متقدمة من التاريخ والثقافة والفن، خاصة في مجالات العمارة، وتزيين الكتب، والتصوير الجداري، وغيرها من الفنون. وقد تزامن حكم الشاه عباس مع ازدهار ثقافي كبير في إيران، ولم يتوانَ خلال إقامته القصيرة في قزوين عن دعم الفنانين، وتم بعث المدرسة الفنية الملكية من جديد بشكل منظم، كما كان في زمن الشاه طهماسب. ومن أبرز نتاج هذه المدرسة، ظهور مخطوطات خطية مثل "شاهنامه الشاه عباس" التي تستحق الذكر.

## السمات
تتميز مدرسة قزوين للرسم، بالإضافة إلى مدرسة هرات ومدرسة تبريز والمدارس الأخرى، بخصائص تميزها عن الأساليب الأخرى. يشير التاريخ والثقافة التي خلّفتها قزوين من العصر الصفوي بوضوح إلى أن الرسم القزويني له مدرسة مستقلة. ومع وصول الفنانين، تشكلت الأعمال الفنية، بما في ذلك الجداريات. في السنوات الأولى لعاصمة قزوين، بنى الملك قصره الملكي المسمى قصر جهلستون وطلب من الفنانين رسم لوحات على جدران القصر من أجل تزيين وتجميل هذا المبنى. تتمتع اللوحات الجدارية والزخارف بمكانة خاصة في شرح مدرسة قزوين للرسم، بحيث تكون هذه اللوحات الجدارية في الواقع هي نفس التكبيرات للمنمنمات وصور تخطيطات الكتب والمخطوطات التي رُسمت على الجدران ومرت بمراحل التجميع والتطور، وتشكلت كأسلوب جديد للرسم، وهو رسم المنمنمات على نطاق كبير. في هذا الأسلوب الجديد في الرسم، طُبِّقت ضربات الفرشاة واستخدام ألوان نقية وموحدة، وتصميم الشخصيات، وتناسق نسب الصور، بالإضافة إلى مواقف ملحمية وحربية وغنائية، على غرار الرسوم التوضيحية في الكتب. في الواقع، تُعتبر هذه الحركة بداية تطور المدرسة القزوينية.
في هذه المدرسة، بالإضافة إلى تصوير الحيوانات والطيور والزهور والأشجار، كان ما جذب انتباه الرسامين هو الأجساد الرقيقة للشباب والدراويش والمزارعين. ففي لوحاتهم، غالبًا ما كانت الوجوه تُصوَّر بطريقة ثلاثية الجوانب، ولم تُرَ وجوه كاملة أبدًا في أعمال رسامي قزوين، ولم يُصوَّر أي إنسان من الخلف. اُختيرَت الموضوعات في الغالب من بين عامة الناس، ولم تُرَ ملابس فاخرة في اللوحات، ولم تختلف ملابس النساء والرجال كثيرًا في اللوحات. وفي الوقت نفسه، أصبحت اللوحة ذات الشكل الواحد، التي أُجريت في منتصف فترة العاصمة تبريز، شائعة أيضًا في قزوين. مثّلت اللوحات أحادية الورقة في مدرسة تبريز الصفوية رؤية الأمراء الصفويين للعالم، والتي اتخذت أشكالًا متعددة في مجال الرسم، وتجلّت في بعضها في مجموعة من اللوحات أحادية الورقة، أو كما وصفها إسكندر بك منشي، مؤرخ بلاط شاه عباس الأول، "الوجه الواحد". واكتسبت هذه اللوحات ذات "الوجه الواحد" معنىً جديدًا في جو من العاطفة الرومانسية، وقدّمت الشخصية الإنسانية بطريقة مختلفة.
تتجلّى الموضوعات الطبيعية والحقيقية بوضوح في أعمال هذا المذهب (أي مدرسة قزوين الفنية). فقد خفّ فيها الإفراط في الزخرفة والتفاصيل الدقيقة، وظهرت رسومات الطبيعة والأمراء بشكل أوفر. وانتشرت الصور الشخصية (البورتريه) بشكل واسع. قام الفنانون بإنشاء ورش عمل خاصة بهم، وبدأوا بإنتاج رسومات فردية (ورقية مفردة) تلائم أذواق وميول المشترين، وقد أدى هذا الاتجاه إلى ازدهار فنّ التصوير الفردي (المنفصل عن المخطوطات)، حتى أصبح من الأنواع الرئيسية لفن الرسم الإيراني في مدرسة قزوين. وفي الرسومات العائدة إلى هذه الفترة، صغُرت رؤوس الأشخاص نسبة إلى أجسامهم، وامتدت الوجوه وخرجت عن شكلها البيضوي المعتاد. وحتى أواخر عام 967 هـ، حلت عمائم جديدة محل التاج الحيدري والعمائم الصفوية الطويلة؛ إذ بدأ الشبان المولعون بالتجديد باستخدام عمائم أصغر، وأحيانًا كانوا يلفّون قبعاتهم المصنوعة من فراء الحيوانات بشال صغير فقط. أما الصخور، فقد فقدت ملمسها الخشن والتفاصيل المتعرجة التي كانت تميّزها من قبل، وأصبحت أكثر بساطة. وفي هذه المدرسة، بات تكوين الصخور أبسط، وأحجام الأجسام المرسومة أكبر، وأقرب إلى إطار الصورة، بينما بقيت الألوان زاهية ومتألقة كما كانت.
ومن بين رسامي قزوين المشهورين صادقي بك أفشار، مولانا مير مصور، مولانا شيخ محمد، محمدي مصور، آغا رضا عباسي طالقاني، نقدي بك، محراب، ميرزين العابدين، مفر علي (ابن أخ كمال الدين بهزاد)، ميرزا علي (ابن السلطان محمد نقش)، سيافاش بك الجورجي، وغيرهم.
ومن مؤلفات هذه المدرسة الفلنامه (957 هـ)، وجرششابنامه أسدي (981 هـ)، وشاهنامه الشاه إسماعيل الثاني (984 – 985 هـ)، وهفت أورانج للجامي وشاهنامه قوام بن محمد الشيرازي، وشاهنامه الشاه عباس (996 – 100 هـ)، وأنور سهيلي (1002 هـ).
في الوقت الحاضر، لا يزال الرسم يحظى بشعبية إلى حد ما وشائعًا في قزوين.

## أمثلة على لوحات مدرسة قزوين

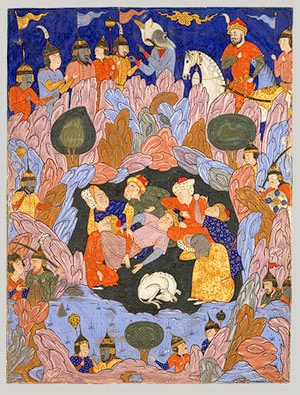
فلنامه كتاب البشائر، العصر الصفوي (1501-1732 م) قزوين، إيران
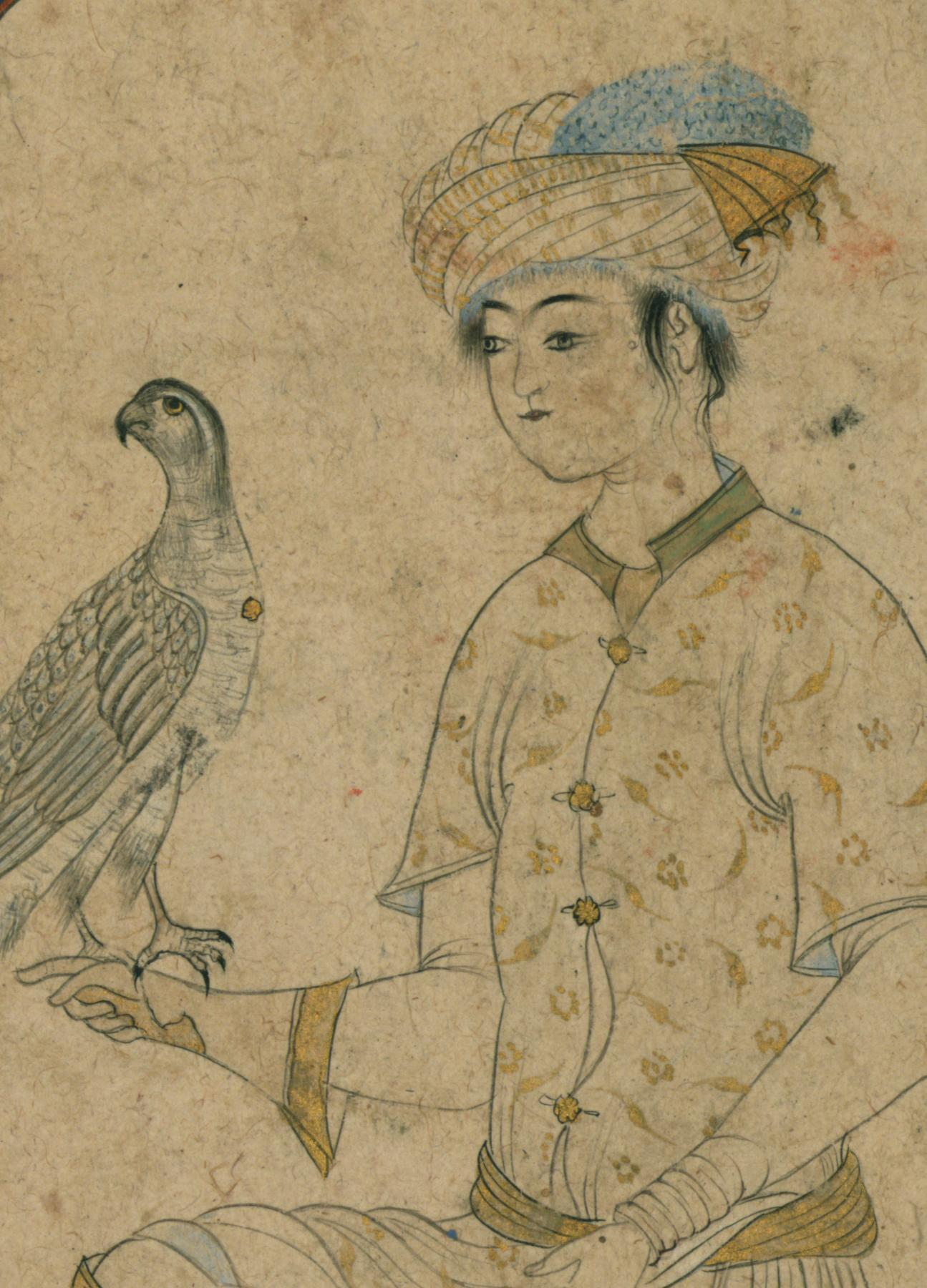
هذا الرسم الصفوي، من مخطوطة والترز، رقم الصفحة W.682، يُصوّر شابًا راكعًا مع صقر. يعود تاريخه إلى أواخر القرن العاشر الهجري/السادس عشر الميلادي أو أوائل القرن الحادي عشر الهجري/السابع عشر الميلادي، ويُرجّح أنه نُفّذ في قزوين أو أصفهان. استُخدمت الصبغة المذهبة والزرقاء لإبراز ملابس الشخصية. تملأ زخارف نباتية متعددة الألوان في قوس زخرفي الجزء العلوي من العمل.
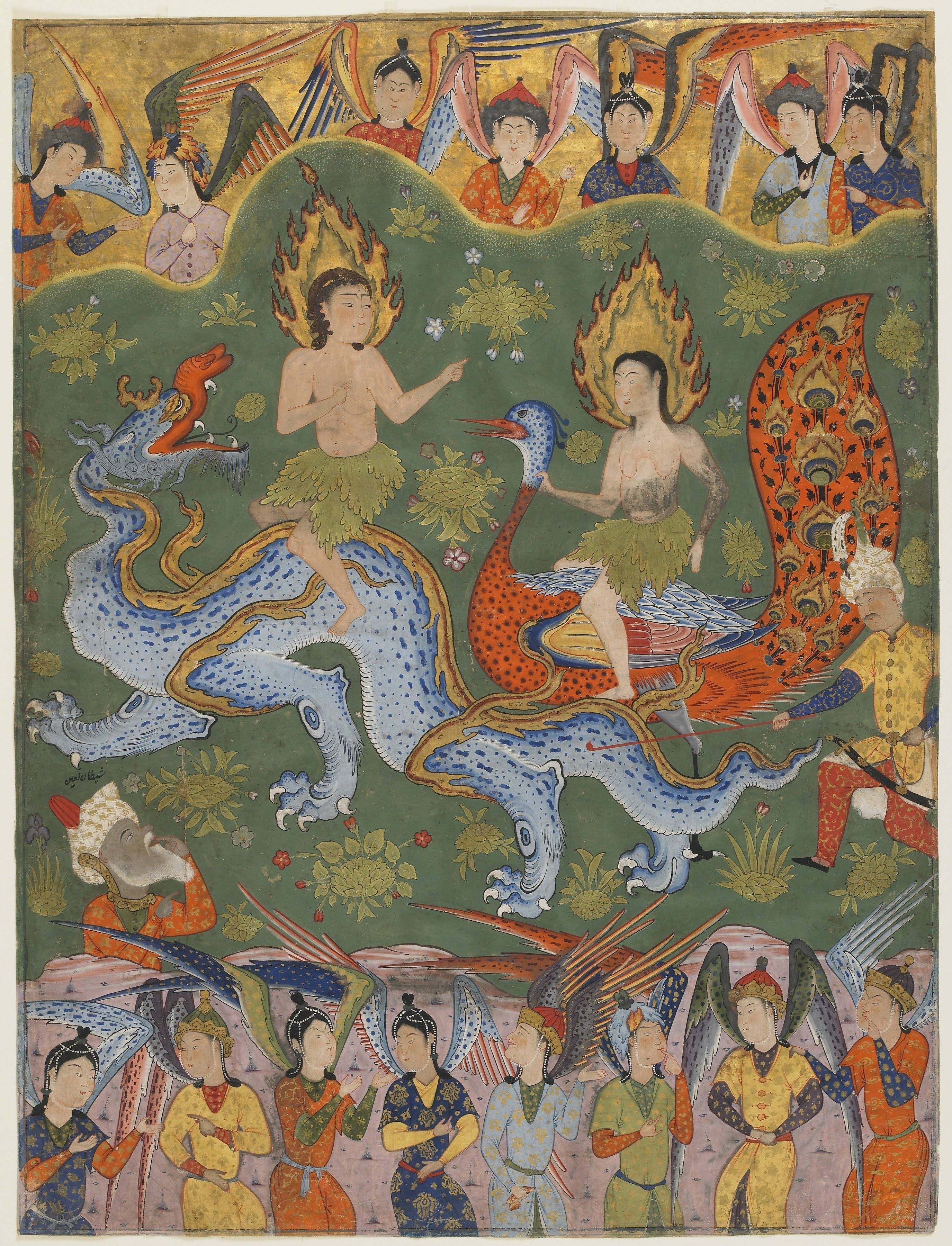
صورة لآدم وحواء من كتاب الفلنامه.

## المعارض الفنية
- أقيم أول معرض لرسامي مدرسة قزوين في عام 2017 بمشاركة عدد من الرسامين في مدينة قزوين.
- أُقيم المعرض الثاني لرسامي مدرسة قزوين في عام 2019 بحضور آيدن آغداشلو وعدد من الرسامين من قزوين.

## طالع أيضًا
- الرسم الإيراني
- مدارس الرسم الإسلامية في العصور الوسطى